# Felemelkedés (Csillagkapu)

## Ismertető
| Figyelem: Itt a Csillagkapu 5. évadjának cselekményét vagy a végkifejletet is olvashatod. |

A CSK-1 a romokban heverő Velona (P3X-636) bolygón egyetlen ép dolgot talál, amiről később kiderül, hogy egy fegyver. Samantha Carter a tudtán kívül kapcsolatba kerül egy test nélküli idegennel, Orlinnal, egy száműzött Őssel, mikor megpróbálja beindítani a gépezetet. Az Ős követi Cartert az otthonába, ahol emberi alakot ölt és szerelmet vall neki. Carter azt hiszi megbolondult, mert mikor jelenti a dolgot a feletteseinek, Orlin eltűnik, és elő sem kerül, amíg le nem szerelik a kamerákat a lány lakásán. 
A Pentagon nyomására a Központ ki akarja próbálni a fegyvert, míg az idegen arról próbálja meggyőzni Cartert, hogy ezt meg kell akadályoznia. Pedig tudja mit beszél, hiszen ő adta a fegyvert a bolygó lakóinak, hogy megvédjék magukat, de azok támadófegyvernek kezdték használni, ezért taszították le a magasabb erők az idegent.
Végül Orlin a pincében összerak egy Csillagkaput, amivel visszatérhetnek a bolygóra, hogy megállítsa a fegyver elindítását, de mivel emberré vált, elveszítette minden felsőbb hatalmát és halálos sebet kap. Tettéért az Ősök visszaadják Orlin magasabb hatalmát és miközben a magasba száll, elpusztítja a fegyvert.

## Érdekességek
- Orlin ismét megjelenik a 9. évad A negyedik lovas című epizódjaiban egy fiatal fiú képében, hogy segítsen az CSKP Ori elleni küzdelmét.
- Itt lép be először a történetbe Simmons ezredes, akit John de Lancie, a Star Trek Q-ja alakít.